# Moses von Choren

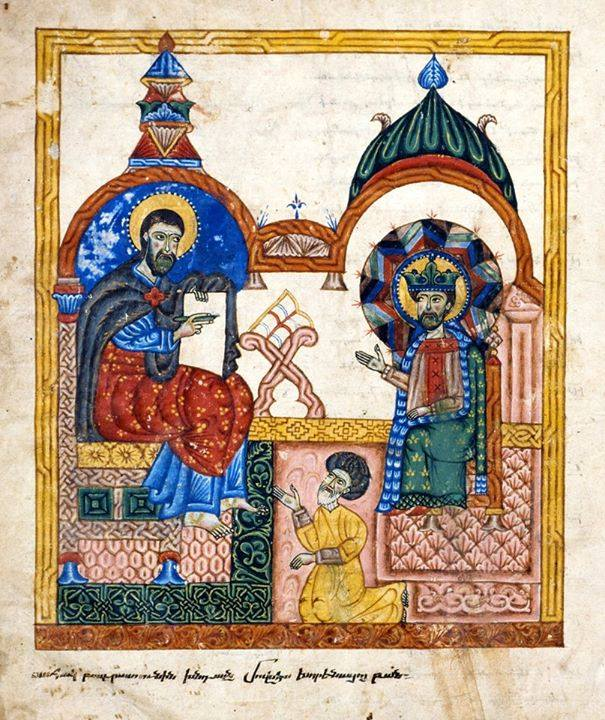
Moses von Choren (links) auf einem Manuskript aus dem 14. Jahrhundert

Moses von Choren (armenisch Մովսէս Խորենացի, Mowses Chorenazi, in wissenschaftlicher Transliteration Movsēs Xorenac‘i; 5. Jahrhundert n. Chr.) war ein spätantiker armenischer Historiker. Er gilt in Armenien als der bedeutendste armenische Geschichtsschreiber und Vater der armenischen Historiographie.

## Leben
Nach eigenen Angaben war Moses ein Jünger des heiligen Mesrop und verfasste das Werk seines Meisters auf Wunsch des bagratunidischen Prinzen Isaac (Sahak), der im Jahr 482 im Krieg fiel.
Den Armeniern gilt Moses von Choren als „Vater der Geschichte“ (Patmahayr) und als einer der ehrwürdigsten Väter der armenischen Kirche. Laut der Einschätzung von Nerses Akinian 1929 bleibt die „Geschichte des Moses für eine große Mehrheit ihrer Leser das am meisten authentische und vertrauenswürdige Buch nach der Bibel“. Lazarus von Pharp bezeugt die Existenz eines armenischen Bischofs namens Moses im 5. Jahrhundert, der ein brillanter Autor gewesen sein soll.
Nach armenischer Sicht war dieser Moses von Choren auch als Poet oder Hymnenschreiber bekannt. Er sei ferner ein bedeutender Grammatiker gewesen. Es ist von einem Bewohner von Khoren die Rede, der von Mesrop, dem Gründer der armenischen Literatur, zu Studienzwecken nach Edessa, Konstantinopel, Alexandria, Athen und Rom geschickt wurde. Nach seiner Rückkehr habe er Mesrop bei der Bibelübersetzung ins Armenische geholfen. Sein Geburtsdatum ist unbekannt. Doch die obengenannten Daten deuten demnach darauf hin, dass seine Geburt in die Zeit gegen Ende des 4. Jahrhunderts fiel. Sein Tod wird nach armenischer Überlieferung an das Ende des 5. Jahrhunderts datiert.

## Geschichte Armeniens
Moses von Chorens Werk „Geschichte Armeniens“ umfasst die Geschichte von den Anfängen des armenischen Volkes bis in das Jahr 439, also in eine Zeit, als das Oströmische Reich und das Sassanidenreich um den Einfluss auf Armenien stritten. Es enthält reiches und einzigartiges Material zu antiken armenischen Legenden, der vorchristlichen Religion, dem alltäglichen Leben im Land und dessen Beziehungen mit der übrigen Welt. Die Darstellung beinhaltet auch viele Informationen über die Geschichte und Kultur der benachbarten Länder.
Das Werk gilt in der Geschichtswissenschaft insgesamt als äußerst unzuverlässig. Der historische Wahrheitsgehalt ist begrenzt, weil der Verfasser mit den Fakten recht willkürlich umgeht, sie zugunsten der Bagratiden tendenziös verfälscht und weil der zeitliche Abstand zwischen der beschriebenen Zeit und der Abfassung des Werks groß ist. Die „Geschichte Armeniens“ wurde im 8. oder 9. Jahrhundert kompiliert (eher um 870). Dieser Zeitrahmen ergibt sich, weil der Autor mehrere Autoren erwähnt, deren Werke erst im 7. Jahrhundert ins Armenische übersetzt wurden, und weil sein eigenes Werk von anderen armenischen Autoren erst im 10. Jahrhundert zur Kenntnis genommen wird. Beispielsweise versetzt Moses den Orontiden-Herrscher Jerwand, der um 200 v. Chr. die Hauptstadt Jerwandaschat, die Armawir als Hauptstadt ablösen sollte, und den Tempelort Bagaran gründete, in die nachchristliche Zeit.
Neben Moses von Choren gibt es nur wenige armenische Quellen zur frühchristlichen armenischen Geschichte: Das Geschichtswerk des Faustus von Byzanz wurde um 470 zusammengestellt. Der älteste erhaltene Geschichtstext unter dem Pseudonym Agathangelos stammt aus den 560er Jahren. Bischof Sebeos verfasste in der zweiten Hälfte des 7. Jahrhunderts die „Geschichte des Herakleios“. Lazarus von Pharp und Yeghishe Vardapet schildern die von Aufständen gegen die Perser geprägte unruhige zweite Hälfte des 5. Jahrhunderts, während Koriun in seiner Hagiographie des Mesrop Maschtoz vieles über Religion und Kultur des 5. Jahrhunderts mitteilt.
Charakteristisch sind die außergewöhnlichen literarischen Verdienste des Verfassers bei der anschaulichen Beschreibung des Volkes und der Geschehnisse, der Zusammenklang der Struktur im Ganzen und vor allem die malerisch-lakonische Sprache. Das Buch hatte eine enorme Auswirkung auf die armenische Historiografie. 
Das Buch besteht aus drei Teilen:
- „Genealogie Großarmeniens“ behandelt die Geschichte von Armenien von Anbeginn bis zur Gründung der arsakidischen Dynastie 149 v. Chr. und ist weitgehend sagenhaft.
- „Die Geschichte unserer Vorfahren in der mittleren Periode“ erstreckt sich von 149 v. Chr. bis zum Tod des heiligen Gregor des Erleuchters und der Herrschaft des Königs Trdat III. zwischen 149 und 332 n. Chr.
- Im dritten Teil wird die Geschichte bis zum Sturz der arsakidischen Dynastie 428 n. Chr. behandelt.

Der erste Teil ist als Geschichtsquelle weitgehend unbrauchbar.
Es gibt auch einen vierten Teil, der die Geschichtserzählung bis zum oströmischen Kaiser Zeno (474–491) fortschrieb. Dieser wurde später von einem anderen Autor dem Werk hinzugefügt. Die ersten drei Teile beinhalten auch manche zeitlich falsch eingeordnete Daten, die im Widerspruch mit anderen armenischen Schriften, wie denen von Koriun und Lazarus von Pharp stehen, die ebenfalls im 5. Jahrhundert n. Chr. gelebt haben. Aufgrund dieser Widersprüche und falschen Einordnungen vermuteten einige Forscher (Bardenhewer, Carrière), dass die „Geschichte von Armenien“ nicht von Moses von Choren stammt, sondern insgesamt um 870 verfasst wurde.
Wir wissen nicht, was das Motiv des Autors des vierten Buch war, der im 8. oder 9. Jahrhundert das Buch im Namen von Moses von Choren ediert hat. Es ist jedoch wahrscheinlich, dass er die bagratunische Dynastie, die vom Ende des 7. Jahrhunderts an alle anderen Dynastien an Glanz übertraf, glorifizieren wollte.
Obwohl dieser Autor erst später gelebt hat, werden seine Datierungen als zuverlässig angesehen. Er verwendete eine blumige Erzählweise über die damaligen Staatsmänner, wobei seine Figuren in den Erzählungen gelegentlich, je nach Laune des Autors, umgewandelt und die Ideen den Figuren adaptiert werden; trotzdem kann man nicht behaupten, dass die behandelten Figuren fiktiv waren. Seine Angaben über die frühe Geschichte Armeniens stammen prinzipiell aus Legenden und Volksgesängen 
Die erste Auflage «Geschichte Armeniens» wurde 1695 in Amsterdam, die zweite 1736 in London und die dritte Ausgabe 1752 in Venedig gedruckt. Die dritte Ausgabe wurde ins Französische und Italienische übersetzt. Die beste Übersetzung stammt von Langlois mit dem Titel «Historiens Anciens de l'Arménie» (Paris, 1867). Die Venediger Mechitharisten haben 1827 und zwischen 1843 und 1864 ebenfalls mehrere Auflagen des Werks herausgegeben. Deutsche Übersetzung: Des Moses von Chorene Geschichte Gross-Armeniens. Aus dem Armenischen übersetzt von M. Lauer. Manz, Regensburg 1869. Englisch: Robert W. Thomson: Moses Khorenats'i, History of the Armenians. Translation and Commentary on the Literary Sources. Revised Edition. Caravan Books, Ann Arbor 2003. ISBN 2-87754-141-X

## Gedenken
Moses von Choren gehört zu den Heiligen der Armenischen Apostolischen Kirche. Heiligentage haben in dieser Kirche kein feststehendes Datum, da sie mit dem Kirchenjahr und den Wochentagen abgestimmt werden.

## Werk
Folgende Werke werden ihm zugeschrieben:
- «Geschichte Armeniens»
- «Die Abhandlung über Rhetorik»,
- «Die Abhandlung über Geographie»,
- «Ein Brief über die These von B. V. M.»,
- «Die Predigt über Messias’ Umwandlung»,
- «Eine Ansprache für Hripsime, die armenische Jungfrau und Märtyrerin»,
- «Im Gottesdienst der armenischen Kirche gebräuchlichen Hymnen»,
- «Kommentare über die armenischen Grammatiker» und
- «Erklärungen der armenischen Kirchenvertreter».

## Übersetzungen
- Robert W. Thomson: Moses Khorenats'i, History of the Armenians. Harvard University Press, Harvard 1978.
- Max Lauer: Des Moses von Chorene Geschichte Gross-Armeniens. G. J. Manz, Regensburg 1869